# 孟加拉國家體育場

孟加拉國家體育場 ，也稱為達卡體育場是一座位於孟加拉達卡的國家體育場和綜合性體育場。

## 外部連結
- BNS at BanglaFootball.net
- Details（页面存档备份，存于）

23°43′40.2″N 90°24′48.4″E / 23.727833°N 90.413444°E